# Qordai

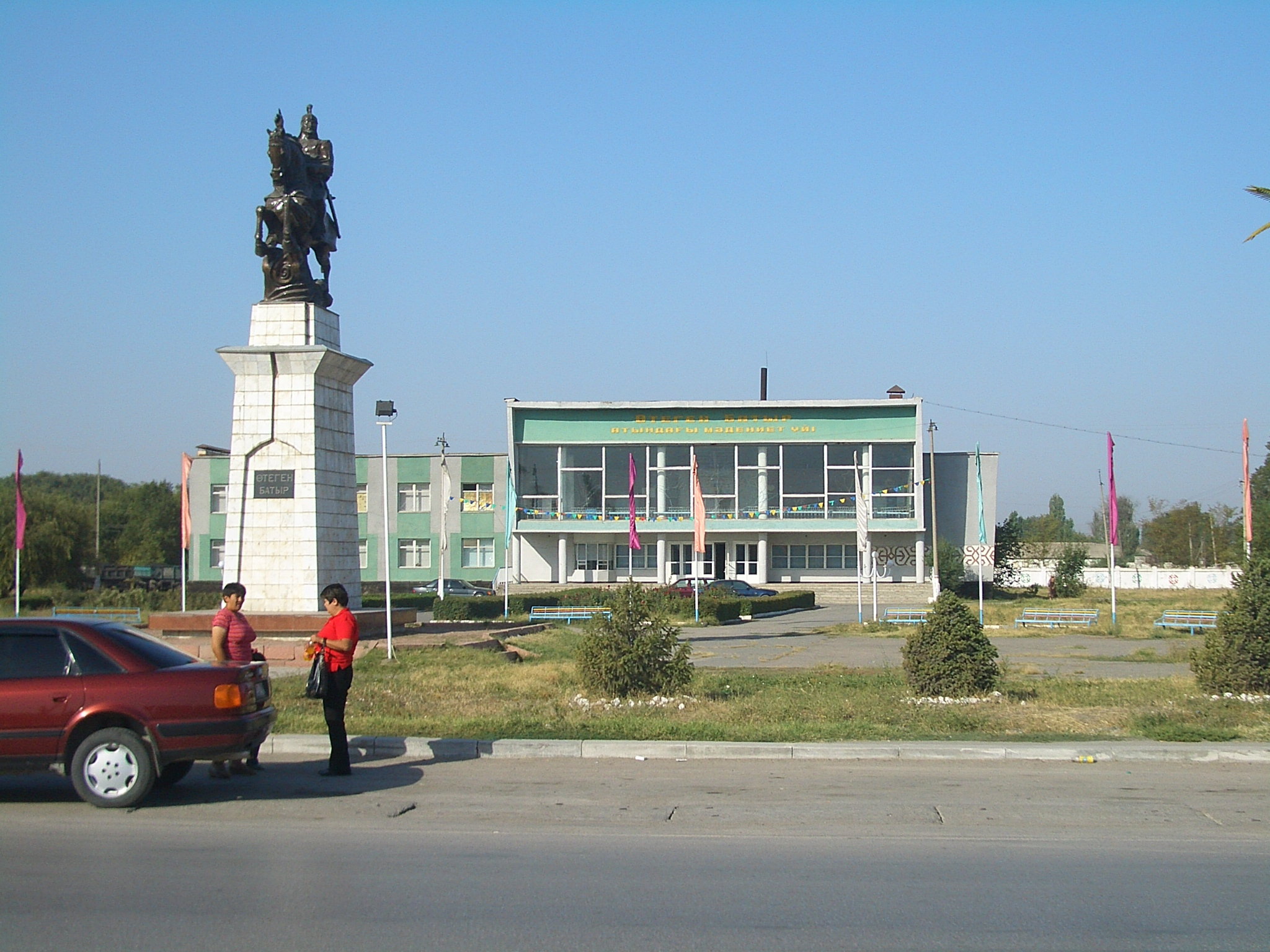
Kulturhaus von Qordai

Qordai (kasachisch Қордай; russisch Кордай Kordai; bis 1995 Георгиевка Georgijewka) ist ein Ort im Gebiet Schambyl im Süden Kasachstans mit 39.395 Einwohnern (Stand: 1. Januar 2025).

## Geographie

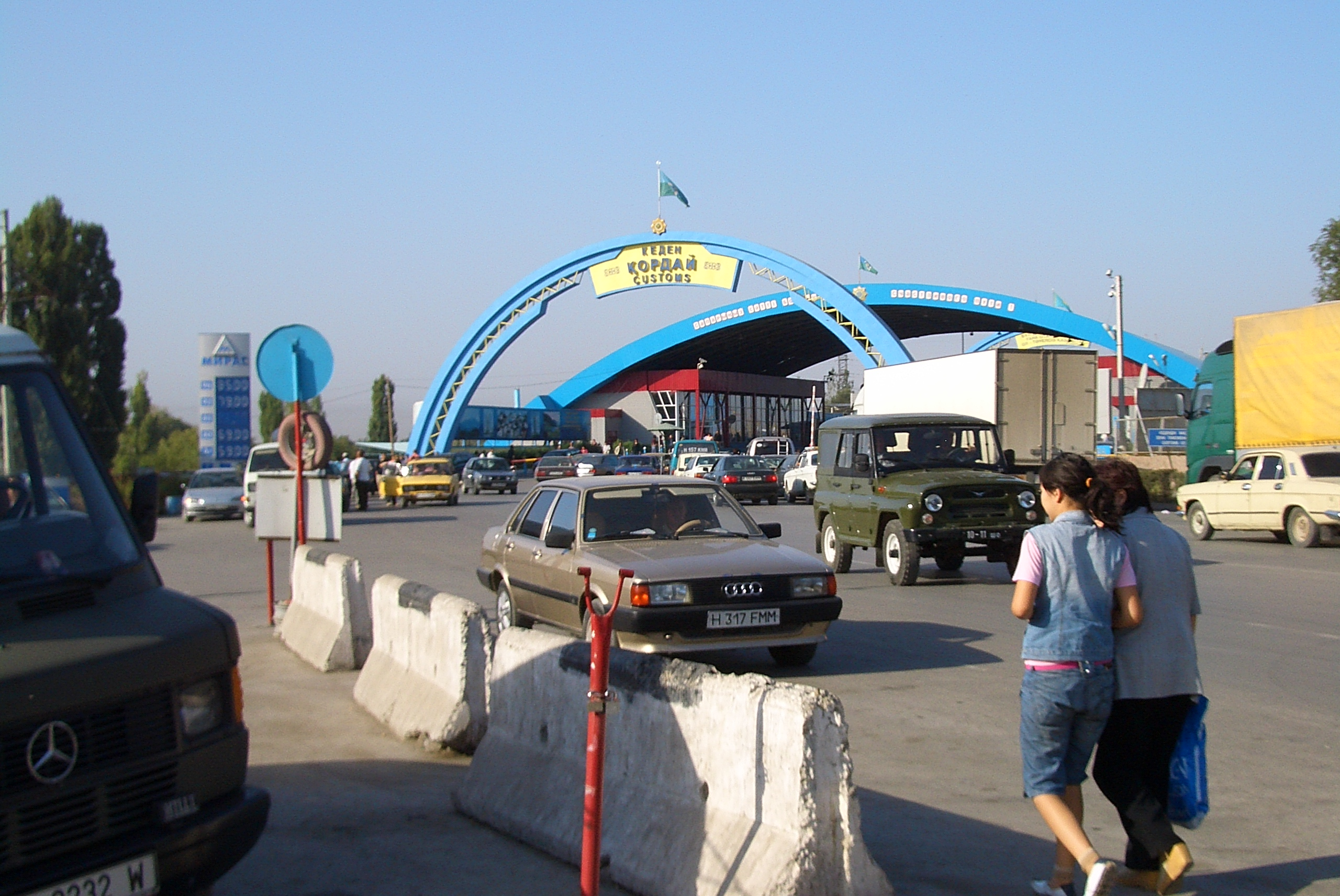
Kasachische Grenzabfertigung in Qordai

Qordai liegt an der kasachisch-kirgisischen Grenze, welche hier vom etwa 40 m breiten Fluss Schu gebildet wird. Der Ort liegt auf etwa 630 m Höhe am rechten Flussufer des Schu, der auf diesem Abschnitt eine bereits über 30 km breite Talsenke aufweist. In dieser liegt etwa 20 km südwestlich von Qordai die kirgisische Hauptstadt Bischkek. Nordöstlich des Ortes erheben sich die hier bis knapp 1500 m hohen Berge des Schetischol-Gebirgszugs, die weiter östlich 2500 m Höhe erreichen und nordwestliche Ausläufer des Transili-Alatau darstellen.
Der Ort ist administratives Zentrum des gleichnamigen Verwaltungsbezirks.

## Geschichte
Wegen schlechter Ernten zogen 1892 massenhaft russische Migranten nach Süden ins heutige Kasachstan. 1893 wurden von diesen Auswanderern im Bezirk Pischpek zwei Dörfer gegründet. Eines dieser Dörfer war das heutige Qordai, dass damals den Namen Georgijewka (Георгиевка) trug. Die Bewohner trieben vorwiegend Landwirtschaft, der Fluss Schu diente zur Bewässerung. Der Ort wuchs weiter und hatte 1905 bereits 606 Einwohner. Es wurde eine Kirche errichtet, in der auch eine Schule untergebracht war.

## Bevölkerung
Bei der Volkszählung 1999 hatte Qordai 24.854 Einwohner. Die Volkszählung 2009 ergab für den Ort eine Einwohnerzahl von 27.443. Bei der letzten Volkszählung 2021 lebten 38.012 Menschen in Qordai. Die Fortschreibung der Bevölkerungszahl ergab zum 1. Januar 2025 eine Einwohnerzahl von 39.395.
| Einwohnerentwicklung               | Einwohnerentwicklung | Einwohnerentwicklung | Einwohnerentwicklung | Einwohnerentwicklung | Einwohnerentwicklung |
| 1970                               | 1979                 | 1989                 | 1999                 | 2009                 | 2021                 |
| ---------------------------------- | -------------------- | -------------------- | -------------------- | -------------------- | -------------------- |
| 17.287                             | 18.873               | 24.043               | 24.854               | 27.443               | 38.012               |
| Anmerkung: Volkszählungsergebnisse |                      |                      |                      |                      |                      |

## Wirtschaft und Infrastruktur
In Qordai überquert die Fernstraße M39, welche die ehemalige kasachische Hauptstadt Almaty mit der kirgisischen Hauptstadt Bischkek verbindet, die Grenze. Die M39 wird in Qordai von der A359 gekreuzt, welche von Merki entlang der kasachisch-kirgisischen Grenze bis gegenüber der kirgisischen Stadt Tokmok verläuft.

## Persönlichkeiten
- Wladimir Sucharew (1924–1997), sowjetischer Leichtathlet
- Muchtarbai Ötelbajew (* 1942), Mathematiker
- Swetlana Golendowa (* 1993), Sprinterin